# 细毛水狼蛛
细毛水狼蛛（学名：Pirata tenuisetaceus）为狼蛛科水狼蛛属的动物。在中国大陆，分布于河南、福建等地，主要生活于溪流边以及沼泽地。该物种的模式产地在河南信阳。